# یواس‌اس نیمبل (ای‌ام-۲۶۶)
یواس‌اس نیمبل (ای‌ام-۲۶۶) (به انگلیسی: USS Nimble (AM-266)) یک کشتی بود که طول آن ۱۸۴ فوت ۶ اینچ (۵۶٫۲۴ متر) بود. این کشتی در سال ۱۹۴۳ ساخته شد.